# Haas VF-18
Chronologie des modèles (2018)
Haas VF-17 Haas VF-19
La Haas VF-18 est la monoplace de Formule 1 engagée par l'écurie américaine Haas F1 Team dans le cadre du championnat du monde de Formule 1 2018. La paire de pilotes est composée, pour la seconde année consécutive, du Français Romain Grosjean et du Danois Kevin Magnussen. Les pilotes-essayeurs sont l'Américain Santino Ferrucci et l'Indien Arjun Maini.

## Création de la monoplace
Le châssis est, comme les précédents, une création du constructeur de voitures de course Dallara. La monoplace, première des voitures lancées en 2018, est présentée sur internet le 14 février 2018 et reste une évolution de sa devancière. 
Le logo de l'écurie est plus proéminent sur les pontons, qui rappellent fortement ceux de la SF70H, de la voiture que les années passées. Si le logo Haas domine les couleurs de la livrée d'un gris très clair, le noir et le rouge sont toujours présents et rappellent la monoplace de 2016. Le halo installé sur la voiture est de couleur noire et l'aileron de requin a disparu sur le capot moteur,. La VF-18 dispose d'un moteur V6 turbocompressé 2018 Ferrari de Type 062 EVO dont dispose également l'écurie italienne.

## Résultats en championnat du monde de Formule 1
| Saison | Écurie       | Moteur                             | Pneus   | Pilotes         | Courses | Courses | Courses | Courses | Courses | Courses | Courses | Courses | Courses | Courses | Courses | Courses | Courses | Courses | Courses | Courses | Courses | Courses | Courses | Courses | Courses | Points inscrits | Classement |
| Saison | Écurie       | Moteur                             | Pneus   | Pilotes         | 1       | 2       | 3       | 4       | 5       | 6       | 7       | 8       | 9       | 10      | 11      | 12      | 13      | 14      | 15      | 16      | 17      | 18      | 19      | 20      | 21      | Points inscrits | Classement |
| ------ | ------------ | ---------------------------------- | ------- | --------------- | ------- | ------- | ------- | ------- | ------- | ------- | ------- | ------- | ------- | ------- | ------- | ------- | ------- | ------- | ------- | ------- | ------- | ------- | ------- | ------- | ------- | --------------- | ---------- |
| 2018   | Haas F1 Team | Ferrari V6 turbo Type 062 EVO 1.6L | Pirelli |                 | AUS     | BAH     | CHI     | AZE     | ESP     | MON     | CAN     | FRA     | AUT     | GBR     | ALL     | HON     | BEL     | ITA     | SIN     | RUS     | JAP     | USA     | MEX     | BRE     | ABU     | 93              | 5e         |
| 2018   | Haas F1 Team | Ferrari V6 turbo Type 062 EVO 1.6L | Pirelli | Romain Grosjean | Abd     | 13e     | 17e     | Abd     | Abd     | 15e     | 12e     | 11e     | 4e      | Abd     | 6e      | 10e     | 7e      | Dsq     | 15e     | 11e     | 8e      | Abd     | 16e     | 8e      | 9e      | 93              | 5e         |
| 2018   | Haas F1 Team | Ferrari V6 turbo Type 062 EVO 1.6L | Pirelli | Kevin Magnussen | Abd     | 5e      | 10e     | 13e     | 6e      | 13e     | 13e     | 6e      | 5e      | 9e      | 11e     | 7e      | 8e      | 16e     | 18e     | 8e      | Abd     | Dsq     | 15e     | 9e      | 10e     | 93              | 5e         |

Légende : ici